# Bonaspeia cedari
Bonaspeia cedari är en insektsart som beskrevs av Davies 1987. Bonaspeia cedari ingår i släktet Bonaspeia och familjen dvärgstritar. Inga underarter finns listade i Catalogue of Life.